# Aalborská charta
Aalborská charta (plným názvem Charta evropských měst a obcí směřujících k trvale udržitelnému rozvoji) je dokument vytvořený 27. května 1994 v dánském městě Aalborg, který od té doby podepsalo zhruba 2600 (stav v únoru 2010) místních samospráv z 39 zemí. Dohoda se zabývá udržitelným rozvojem a dopravou, navazuje na program Agenda 21 a staví se do opozice proti Athénské chartě.
V České republice podepsala dohodu města Hlučín a Vsetín.